# يوكو هانابوسا
يوكو هانابوسا (باليابانية: 英洋子一) كاتبة ورسامة يابانية (ولدت يوم 29 ديسمبر في طوكيو) أشهر أعمالها مسلسل الرسوم المتحركة (ليدي - لين روسل) الذي حقق نجاحاً كبيراً ودبلج إلى 4 لغات ( العربية والفرنسية والايطالية والاسبانية).